# Treron pembaensis
El vinago de Pemba (Treron pembaensis) es una especie de ave columbiforme de la familia Columbidae.

## Distribución
Es endémico de las selvas de la isla de Pemba (Tanzania).

## Estado de conservación
Se encuentra amenazada por la pérdida de su hábitat natural.